# Vieste
Vieste je turistički gradić u talijanskoj pokrajini Foggia u regiji Apulija od 13 619 stanovnika.

## Zemljopisne karakteristike
Vieste leži na jugoistoku Italije na samoj špici planinskog poluotoka Gargano, na 50 metara visokom stijenovitom rtu iznad Jadranskog mora, udaljen oko 92 km sjeveroistočno od provincijskog centra Foggie. 

## Povijest
Vieste je bio biskupsko sjedište od 993. do 1817. Kao i svi ostali apulijski gradovi, prolazio je sličnu sudbinu; od bizantske, langobardske, normanske, preko anžuvinske vlasti, sve dok nije postao dio Napuljskog Kraljevstva. 
Više puta je orobljen s mora od raznoraznih strana, a najteže1554. od strane Osmanlija. 

## Znamenitosti
Najveća znamenitost Viestea je njegova katedrala Santa Maria Assunta građena u stilu apulijske romanike.

## Gospodarstvo
Vieste' je sve do nedavno bio uglavnom poljoprivredno - ribarski gradić, koji se danas prevorio u značajnu turističku destinaciju. On je centar Nacionalnog parka Gargano, i polazišna točka za obilazak tog parka. 

## Vanjske poveznice
- Službene stranice grada  Arhivirana inačica izvorne stranice od 14. kolovoza 2013. (Wayback Machine) (tal.)
- Vieste na portalu Treccani (tal.)